# Accalathura
Accalathura är ett släkte av kräftdjur. Accalathura ingår i familjen Leptanthuridae.

## Dottertaxa tillAccalathura, i alfabetisk ordning[1]
- Accalathura avena
- Accalathura barnardi
- Accalathura bassi
- Accalathura borradailei
- Accalathura crenulata
- Accalathura dimeria
- Accalathura eulalia
- Accalathura gigantissima
- Accalathura gigas
- Accalathura hastata
- Accalathura indica
- Accalathura kensleyi
- Accalathura laevitelson
- Accalathura maculata
- Accalathura normani
- Accalathura ochotensis
- Accalathura oryza
- Accalathura phuketensis
- Accalathura poa
- Accalathura schotteae
- Accalathura sehima
- Accalathura setosa
- Accalathura singularia
- Accalathura sladeni
- Accalathura spathia
- Accalathura themeda
- Accalathura triodea
- Accalathura wardae
- Accalathura vulpia
- Accalathura zoisia